# 町口哲生
町口 哲生（まちぐち てつお、1965年 - ）は、日本の文芸評論家。近畿大学非常勤講師。専門は哲学・現代思想。

## 略歴
神奈川県出身（北海道生まれ）。
関西大学大学院文学研究科博士課程後期単位取得退学。なお修士論文は「三木清と東亜共同体」。

## 著書
- 『帝国の形而上学 三木清の歴史哲学』（作品社） 2004　ISBN 4-87893-697-5
- 『教養としての10年代アニメ』（ポプラ社、ポプラ新書） 2017
- 『教養としての10年代アニメ 反逆編』（ポプラ社、ポプラ新書)  2018
- 『教養としての10年代アニメ 平成最後のアニメ論』（ポプラ社、ポプラ新書)  2019

### 共著
- 『知識人の宗教観』（三一書房） 1998.5 ISBN 4-380-98258-0
- 『現代文化スタディーズ』（晃洋書房）
- 『現代文化テクスチュア』（晃洋書房）
- 『声優論 アニメを彩る女神たち：島本須美から雨宮天まで』（遊井かなめ他共著、河出書房新社） 2015

## 翻訳
- 『性的マイノリティの基礎知識』（ヴァネッサ・ベアード、作品社） 2005
- 『Introducing メディア・スタディーズ』（ジャウディン・サルダー, ボリン・ヴァン・ルーン、田村美佐子共訳、作品社） 2008